# Addams (cratère)
Pour les articles homonymes, voir Addams.
Addams est un cratère de 87 km de diamètre situé sur Vénus. Il a été nommé en l'honneur de Jane Addams.